# Je vole (album)
Pour les articles homonymes, voir Je vole (homonymie).
Albums de Michel Sardou
La Java de Broadway
(1977) Palais des Congrès 78
(1979)
Singles
1. En chantant
Sortie : juin 1978
2. Je vole
Sortie : octobre 1978

Je vole est le septième album studio de Michel Sardou enregistré au Studio 92 et paru chez Tréma en 1978.
Paru à l'origine sous le simple titre Sardou, il est souvent désigné sous le titre Je vole ou En chantant (notamment par sa maison de disques Universal Music France), premier single extrait de l'album.
Je vole fait partie des six albums de Michel Sardou à avoir dépassé le million de ventes, s'étant écoulé à plus de 1 050 000 exemplaires lors de sa sortie.

## Commentaire
L'album contient deux succès éminents, qui sont également les deux titres parus en singles : En chantant, un des classiques du répertoire de Sardou vendu à plus de 1 200 000 exemplaires, et Je vole, écoulé à près de 500 000 exemplaires. 35 ans plus tard, la chanson est reprise par Louane Emera à l'occasion du film La Famille Bélier qui fonde son scénario sur le texte de la chanson selon la scénariste Victoria Bedos.
L'opus propose entre autres quelques chansons à caractère social, que le chanteur avait délaissées depuis l'album de 1976 qui avait déclenché de vives controverses : Le Prix d'un homme, dans laquelle Sardou fait parler l'otage d'un enlèvement alors que l'actualité est à l'affaire Empain, ou encore Monsieur Ménard, qui aborde le thème de la violence scolaire, ici un élève envers son professeur. Sardou se met dans la peau de l'élève au moment des faits :
« C'était un jour en Terminale / Pour une histoire assez banale / J'ai cru qu'il allait me frapper / Alors j'ai cogné le premier »
Puis dans le couplet final, l'élève, désormais adulte, face à sa conscience :
« Monsieur Ménard est maintenant un professeur à la retraite / Il doit vieillir paisiblement et il m'a oublié peut-être / Mais moi je n'oublierai jamais ses grands yeux tristes dans les miens / Ses grands yeux tristes qui disaient « Ils sont pas marrant les gamins ! » »
Dans la chanson J'y crois (écrite par Michel Sardou), l'artiste confie que même si l'histoire du Christ n'était pas telle qu'on la lui a racontée, il croit malgré tout en lui ainsi qu'en Dieu : 
« Même si ça n'est pas vraiment celui que tous les prophètes ont promis / S'il ne ressemblait pas du tout à ce jeune blond et doux / qu'un peuple a cloué sur la croix / Au fond ça ne changerait rien pour moi »
Il s'interroge toutefois sur la qualité de sa foi chrétienne :
« [...] / Pour avoir juré et trahi /Je suis un très mauvais chrétien / J'y crois lorsque j'en ai besoin »

## Autour de l'album
- Référence originale : Tréma 310 053[5].

## Album original
| No  | Titre                                | Paroles                        | Musique                       | Durée |
| --- | ------------------------------------ | ------------------------------ | ----------------------------- | ----- |
| 1.  | 8 Jours à El Paso                    | Michel Sardou - Pierre Delanoë | Pierre Billon                 | 3:07  |
| 2.  | J’y crois                            | Michel Sardou                  | Michel Sardou                 | 3:13  |
| 3.  | 6 Milliards, 900 Millions, 980 Mille | Michel Sardou - Pierre Delanoë | Toto Cutugno                  | 2:53  |
| 4.  | Le Prix d’un homme                   | Michel Sardou - Pierre Delanoë | Pierre Billon                 | 3:46  |
| 5.  | En chantant                          | Michel Sardou - Pierre Delanoë | Toto Cutugno                  | 3:54  |
| 6.  | Je vole                              | Michel Sardou - Pierre Billon  | Michel Sardou                 | 5:02  |
| 7.  | La Tête assez dure                   | Michel Sardou - Gilles Thibaut | Michel Sardou - Pierre Billon | 3:02  |
| 8.  | Finir l’amour                        | Michel Sardou - Pierre Delanoë | Pierre Billon                 | 3:13  |
| 9.  | On a déjà donné                      | Michel Sardou - Claude Lemesle | Mort Shuman                   | 3:39  |
| 10. | Monsieur Ménard                      | Michel Sardou - Pierre Delanoë | Pierre Billon                 | 3:17  |

### Titre bonus
Cet album a été réédité en 2004 sous le label AZ avec comme titre bonus une version d'Aujourd'hui peut-être enregistrée à l'Olympia en 1975.

### Crédits
- Arrangements : 
  - Guy Guermeur (titres 1, 6 et 9)
  - Michel Bernholc (titres 2, 4, 5, 7, 8 et 10)
  - Michel Sardou, Pierre Billon et Roland Guillotel (titre 3)
- Prise de son : Roland Guillotel
- Direction artistique et réalisation : Pierre Billon